# Lomariopsis latipinna
Lomariopsis latipinna là một loài thực vật có mạch trong họ Lomariopsidaceae. Loài này được Stolze mô tả khoa học đầu tiên năm 1992.